# Norwegian Gem
Le Norwegian Gem est un paquebot de la classe Jewel appartenant à la compagnie Maritime Norwegian Cruise Line bâti en 2006 dans le chantier naval Meyer Werft.